# Anthony Turgis
Anthony Turgis (Bourg-la-Reine, Altos do Sena, 16 de maio de 1994) é um ciclista profissional francês que atualmente corre para a equipa Team TotalEnergies. O seus irmãos Jimmy e Tanguy também foram ciclistas profissionais.

## Palmarés
- 2014
  - Liège-Bastogne-Liège sub-23

- 2015
  - Boucles de la Mayenne, mais 1 etapa
  - 3.º no Campeonato Mundial em Estrada sub-23

- 2016
  - Clássica de Loire-Atlantique
  - 1 etapa do Volta ao Luxemburgo

- 2018
  - 2.º no Campeonato da França em Estrada

- 2019
  - Grande Prêmio Ciclista a Marsellesa
  - Paris-Chauny

## Resultados

### Grandes Voltas
Durante a sua carreira desportiva tem conseguido os seguintes postos nas Grandes Voltas.
| Corrida | Corrida         | 2015 | 2016 | 2017  | 2018  | 2019  | 2020  | 2021 |
| ------- | --------------- | ---- | ---- | ----- | ----- | ----- | ----- | ---- |
|         | Giro d'Italia   | —    | —    | —     | —     | —     | —     | —    |
|         | Tour de France  | —    | —    | —     | 116.º | 131.º | 108.º | 73.º |
|         | Volta a Espanha | —    | —    | 117.º | —     | —     | —     | —    |

—: não participa

Ab.: abandono

### Clássicas, Campeonatos e JJ. OO.
| Corrida                   | Corrida                   | 2015 | 2016  | 2017  | 2018 | 2019 | 2020  | 2021 |
| ------------------------- | ------------------------- | ---- | ----- | ----- | ---- | ---- | ----- | ---- |
| Omloop Het Nieuwsblad     | Omloop Het Nieuwsblad     | Ab.  | —     | Ab.   | 34.º | 65.º | 25.º  | 15.º |
| Kuurne-Bruxelas-Kuurne    | Kuurne-Bruxelas-Kuurne    | —    | —     | —     | Ab.  | Ab.  | 13.º  | 2.º  |
|                           | Milão-Sanremo             | —    | —     | —     | Ab.  | 41.º | 29.º  | 10.º |
| E3 Saxo Bank Classic      | E3 Saxo Bank Classic      | —    | —     | —     | —    | Ab.  | X     | 12.º |
| Através de Flandres       | Através de Flandres       | —    | —     | —     | —    | 2.º  | X     | 8.º  |
| Gante-Wevelgem            | Gante-Wevelgem            | —    | —     | —     | —    | 14.º | 29.º  | 9.º  |
|                           | Volta à Flandres          | —    | —     | —     | —    | 97.º | 4.º   | 8.º  |
| Scheldeprijs              | Scheldeprijs              | —    | —     | —     | —    | —    | 110.º |      |
| Flecha Valona             | Flecha Valona             | —    | 108.º | —     | —    | —    | —     |      |
|                           | Paris-Roubaix             | —    | —     | —     | —    | 18.º | X     |      |
| Flecha Brabanzona         | Flecha Brabanzona         | —    | —     | —     | —    | —    | 8.º   |      |
|                           | Liège-Bastogne-Liège      | Ab.  | 127.º | —     | —    | —    | —     |      |
| Paris-Tours               | Paris-Tours               | Ab.  | 156.º | 120.º | 74.º | 29.º | —     |      |
| Paris-Bruxelas            | Paris-Bruxelas            | —    | 82.º  | —     | Ab.  | 22.º | —     |      |
| Cyclassics Hamburg        | Cyclassics Hamburg        | —    | 30.º  | —     | —    | —    | X     | X    |
| Clássica de San Sebastián | Clássica de San Sebastián | —    | Ab.   | —     | —    | —    | X     |      |
| Bretagne Classic          | Bretagne Classic          | Ab.  | 21.º  | —     | Ab.  | —    | —     |      |
|                           | Giro de Lombardia         | —    | Ab.   | —     | —    | —    | —     |      |
| Mundial em Estrada        | Mundial em Estrada        | —    | —     | —     | —    | —    | —     | Ab.  |
| Europeu em Estrada        | Europeu em Estrada        | X    | —     | —     | Ab.  | —    | —     |      |
| França em Estrada         | França em Estrada         | 32.º | 39.º  | 47.º  | 2.º  | 10.º | —     |      |
| França Contrarrelógio     | França Contrarrelógio     | —    | —     | 20.º  | 28.º | 16.º | —     |      |

—: Não participa 

Ab.: Abandona 

X: Não se disputou